# Maraike Wittbrodt
Maraike Wittbrodt (* 1953 in Berlin) ist eine deutsche Hörspielautorin und -dramaturgin.

## Leben
Maraike Wittbrodt studierte Philosophie und Soziologie an der Humboldt-Universität in Ost-Berlin. Danach arbeitete sie als Lektorin im ehemaligen Kinderbuchverlag Berlin und war Dramaturgin in der Hörspielabteilung des Rundfunks der DDR. Heute ist Wittbrodt hauptberuflich in einer Erziehungsberatungsstelle als Kindertherapeutin tätig, daneben schreibt sie seit 1987 Hörspiele und Geschichten für Kinder.
Die Mutter dreier erwachsener Töchter lebt in Berlin.

## Hörspiele

### Als Dramaturgin
- 1987: Der Perlen der grünen Nixe – Autor: Rainer Kirsch – Regie: Walter Adler
- 1987: Die Sonnenfinsternis – Autor: Joachim Hürtgen – Regie: Karlheinz Liefers
- 1988: Fiedel hin – Fiedel her – Autor: Karl Huck – Regie: Norbert Speer
- 1988: Mausefellchen – Autorin: Elisabeth Panknin – Regie: Norbert Speer
- 1988: Der kleine lila Nebel – Autor: Rainer Kirsch – Regie: Gerda Zschiedrich
- 1989: Der Sonneberger Reiter – Autor: Joachim Wiesigel – Regie: Uwe Haacke
- 1989: Emil und die Detektive – Autor: Erich Kästner – Regie: Norbert Speer
- 1989: Linda und der Lindwurm – Autorin: Waltraud Meienreis
- 1989: Zwei Schränke – Autor: Klaus Rohleder – Regie: Norbert Speer
- 1990: Wie der kluge Atija weise wird (nach einer libyschen Volksweise) – Regie: Manfred Täubert
- 1990: Arnika, die Entenprinzessin – Autor: Ervin Lázár – Regie: Manfred Täubert
- 1990: Von einem Alten, der Sonne, dem Mond und dem Wind (nach einer litauischen Volksweise) – Regie: Manfred Täubert
- 1990: Das Dreivierteljahr des David Rubinowicz oder Requiem auf einen Jungen, der nicht Radfahren lernte – Autor: David Rubinowicz – Regie: Karlheinz Liefers
- 1990: Der Fänger des Rochens – Autor: Dirk Heidicke – Regie: Manfred Täubert

### Als Bearbeiterin (Wort)
- 1991: Lillebror und Karlsson vom Dach – Autorin: Astrid Lindgren – Regie: Wolfgang Rindfleisch

### Als Autorin
- 1987: Holzkrawatte – Regie: Karlheinz Liefers
- 1990: Schaf Nummer 5 – Regie: Angelika Perl
- 2005: Drei Kurven bis zur Schule – Regie: Karlheinz Liefers
- 2006: Wolkenkaro – Regie: Stefanie Lazai
- 2007: Haifischflossensuppe – Regie: Klaus-Michael Klingsporn
- 2008: Glücksbrief – Regie: Beatrix Ackers
- 2010: Charlys Kaktus – Regie: Beatrix Ackers
- 2014: Wolfsmutter – Regie: Wolfgang Rindfleisch

## Schriften
- 2010: Charlotte sucht Max, Verlag Sauerländer, Mannheim, ISBN 978-3-7941-5235-3